# 許用
許用（?—?），亦名許用德，字孝孺。江陰人。
許學夷之孫，許國棟之子。早年為諸生，得知南京失守，與同学哭于明伦堂。許用邀集大家城守，聚眾數萬人，清兵攻破江陰，舉家自焚死。